# 路竹庄
路竹庄為台灣日治時期1920年至1945年間存在之行政區，轄屬高雄州岡山郡。今高雄市路竹區。

## 行政區劃
路竹地區在清代屬長治一圖里、長治二圖里、維新里，在1897年5月分別隸屬於鳳山縣大湖辨務署。1898年2月5日，鳳山縣公告劃設區，長治一圖里分為「一甲區」，長治二圖里分為「大湖區、竹滬區」，維新里分為「竹仔港區、蔡文區」。1898年6月28日，鳳山縣被併入臺南縣，大湖辨務署併入阿公店辨務署。1900年4月1日，阿公店辨務署併入鳳山辨務署，改為阿公店支署。1900年2月12日，竹仔港區的三爺埤庄改隸蔡文區。同年11月15日，蔡文區併入竹仔港區，竹滬區併入大湖區。1901年11月11日，臺灣的行政區劃改為二十廳，長治一圖里、長治二圖里、維新里隸屬於鳳山廳。1904年4月15日，鳳山廳實施街庄整併。此時的劃分如下：
- 一甲區
  - 長治一圖里：營後庄、一甲庄、新園庄、下坑庄
  - 維新里：下社庄、大社庄、半路竹庄
- 竹仔港區
  - 維新里：鴨母藔庄、北嶺墘庄、三爺埤庄
- 大湖區
  - 長治二圖里：後鄉庄

1909年10月25日，臺灣的行政區劃改為十二廳，鳳山廳因此廢止，被併入臺南廳，隸屬臺南廳「阿公店支廳」。1920年10月1日，原堡里鄉澚之行政區廢除，街庄社改為大字，「半路竹」改稱「路竹」，而上述街庄合併為高雄州岡山郡路竹庄，轄域內分為路竹、營後、一甲、新園、下坑、下社、大社、鴨母寮、北嶺墘、三爺埤、後鄉等11個大字。
| 1900年     | 1900年   | 1900年                 | 1920年 | 1920年 | 現在   |
| 堡里       | 區       | 街庄社                 | 街庄   | 大字   | 區     |
| ---------- | -------- | ---------------------- | ------ | ------ | ------ |
| 長治一圖里 | 一甲區   | 營後庄、營前庄、前荷庄 | 路竹庄 | 營後   | 路竹區 |
| 長治一圖里 | 一甲區   | 一甲庄、三甲庄         | 路竹庄 | 一甲   | 路竹區 |
| 長治一圖里 | 一甲區   | 新園庄                 | 路竹庄 | 新園   | 路竹區 |
| 長治一圖里 | 一甲區   | 下坑庄                 | 路竹庄 | 下坑   | 路竹區 |
| 維新里     | 一甲區   | 半路竹庄、蔡文庄       | 路竹庄 | 路竹   | 路竹區 |
| 維新里     | 一甲區   | 下社庄、三鎮庄         | 路竹庄 | 下社   | 路竹區 |
| 維新里     | 一甲區   | 大社庄、圍仔內庄       | 路竹庄 | 大社   | 路竹區 |
| 維新里     | 竹仔港區 | 鴨母藔庄               | 路竹庄 | 鴨母寮 | 路竹區 |
| 維新里     | 竹仔港區 | 北嶺墘庄               | 路竹庄 | 北嶺墘 | 路竹區 |
| 維新里     | 竹仔港區 | 三爺埤庄               | 路竹庄 | 三爺埤 | 路竹區 |
| 長治二圖里 | 大湖區   | 後鄉庄、下甲庄、下藔庄 | 路竹庄 | 後鄉   | 路竹區 |

## 區、庄長
- 一甲區長
  - 王棟：1910~1914年
  - 王振：1915~1916年
  - 王開泰（代理）：1917年
  - 王道宗：1918~1919年
  - 王抱（代理）：1920年
- 路竹庄長
  - 王抱：1920~1922年
  - 洪宗沛：1923~1930年
  - 王開運：1931~1934年
  - 齋藤善次郎：1935~1938年
  - 久木元（曰合）：1939~1945年[8]

## 人口
1936年12月底統計總計14,341人，詳細如下：
- 內地人：69人
- 本地人：14,246人
- 朝鮮人：0人
- 外國人：26人

## 交通
- 大湖車站
- 路竹車站

## 設施
- 路竹庄役場
- 路竹郵便局
- 路竹信用組合
- 臺灣電力株式會社路竹散宿所[10]

- 路竹公學校→路竹國民學校（今路竹國小）
  - 新園分教場（今下坑國小）
  - 三爺埤分教場（今三埤國小）

- 警察派出所：以下警察官吏派出所由岡山郡警察課管轄[11]
  - 路竹派出所：管轄路竹、大社、北嶺墘、鴨母寮、三爺埤、後鄉
  - 一甲派出所：管轄一甲、新園、下坑、營後、下社